# Sydney Greenland Centre
Le Sydney Greenland Centre est un gratte-ciel à Sydney en Australie. Il s'élève à 237 mètres et a été construit de 2016 à 2021.